# Porzellanblümchen
Das Porzellanblümchen (Saxifraga × urbium) ist eine Hybride aus der Gattung Steinbrech (Saxifraga) innerhalb der Familie der Steinbrechgewächse (Saxifragaceae). Sie ist eine Kreuzung aus Saxifraga spathularis und dem Schatten-Steinbrech (Saxifraga umbrosa). Sie wird als Zierpflanze als Bodendecker verwendet, die auch im Halbschatten und Schatten gedeiht. Im Handel wird auch häufig der Handelsname Saxifraga umbrosa hort. verwendet. Diese Hybride entstand in Kultur und ist später gelegentlich verwildert.

## Beschreibung

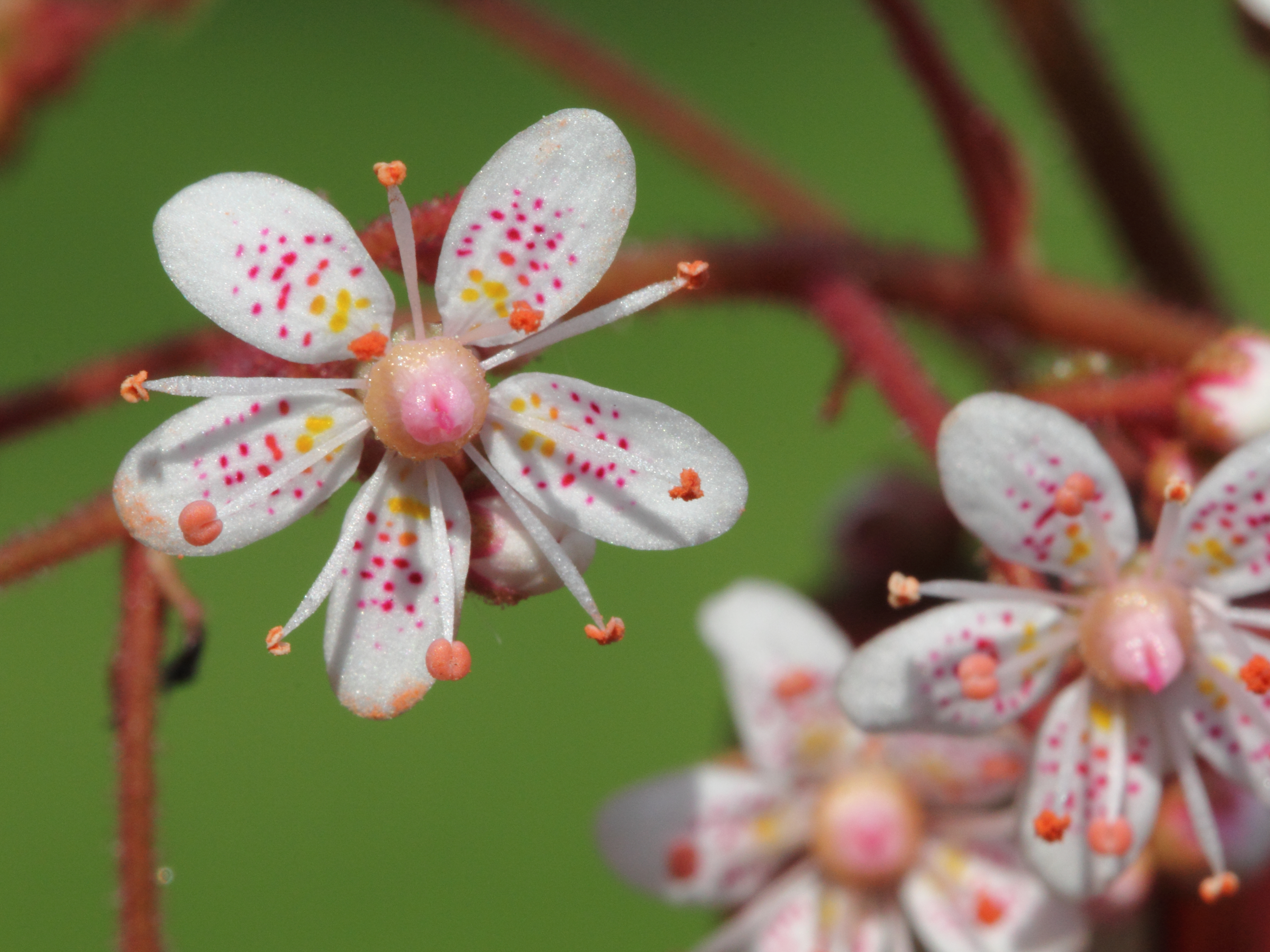
Detailansicht der fünfzähligen Blüte

### Vegetative Merkmale
Das Porzellanblümchen ist eine winterharte, mehrjährige krautige Pflanze. Sie bildet grundständige immergrüne, hell- bis dunkelgrüne Blattrosetten von 5 bis 15 cm Durchmesser. Die immergrünen Laubblätter sind obovat (umgekehrt-eiförmig), löffelförmig, etwas fleischig verdickt und glatt und unbehaart, der abgeflachte, am Rand bewimperte Blattstiel ist etwa genauso lang bis etwas länger, nach anderen Angaben manchmal etwas kürzer als die Blattspreite. Die Blattspreite trägt am Rand etwa 19 bis 25 stumpf dreieckige bis schwach zugespitzte Zähnchen, ihr Rand einen sehr schmalen durchscheinenden Saum.
Sie vermehrt sich hauptsächlich durch Ausläufer und bildet relativ schnell dichte Teppiche.

### Generative Merkmale
Die Blüten sitzen in lockerblütigen Rispen, diese unbeblätterten Blütenstände erreichen Wuchshöhen bis 40 Zentimeter. Die Blüten sind fünfzählig mit zehn Staubblättern. Die Kronblätter (Petalen) sind 4 bis 5 Millimeter lang, weiß mit roten Punkten. Es kommen aber auch Formen mit rosa getönten Kronblättern vor. Die Blüten produzieren viel Nektar und werden daher häufig von Bienen besucht. Die Pflanze ist im Regelfall steril und vermehrt sich nur vegetativ über Ausläufer. Gelegentlich kommen aber einzelne fertile Pflanzen mit Fruchtansatz vor, auch in Mitteleuropa.
Die Blütezeit reicht von Mai bis in den Sommer.

## Vorkommen
Da die Elternarten dieser Hybride weit voneinander getrennte Verbreitungsgebiete besitzen, Saxifraga spathularis in Nord-Portugal, Nordwest-Spanien und Irland, Saxifraga umbrosa in den Pyrenäen, gibt es keine natürlichen Hybride zwischen den Arten. Das Porzellanblümchen ist eine vor allem in Großbritannien seit langer Zeit vielfach verwendete Gartenpflanze und, vor allem dort, oft aus der Kultur entkommen und verwildert. Neben Großbritannien und Irland gibt es Angaben aus Frankreich, die aber später bezweifelt wurden. Vorkommen als Adventivpflanze, so etwa in Litauen, sind oft klein und unbeständig, eine dauerhafte Einbürgerung dann noch zweifelhaft.

## Verwendung
Das Porzellanblümchen ist eine beliebte Zierpflanze als Eingrenzung für Steingärten und Rabatten.
Für Verwirrung sorgt häufig die Bezeichnung „London Pride“. Dabei handelt es sich um einen englischen Namen für Saxifraga umbrosa., allerdings wird auch Saxifraga × urbium ebenfalls „Londonpride“ genannt. Auch der Name „Porzellanblümchen“ wird gelegentlich für andere Steinbrech-Hybride wie Saxifraga × geum oder Saxifraga umbrosa angegeben.
Sorten sind zum Beispiel:
- ‘Variegata’: mit gelb panaschierten Blättern, weiß-rosa Blüten
- ‘Elliots Variety’ (‘Clarence Elliot’): mit rötlichem Stengel und rosa Blüten.

## Taxonomie und Systematik
Die Hybride wurde 1963 durch den irischen Botaniker David Allardice Webb wissenschaftlich erstbeschrieben. Beide Elternarten gehören in der artenreichen und vielgestaltigen Gattung Saxifraga in die Sektion Gymnopera, die insgesamt vier Arten (Saxifraga cuneifolia, Saxifraga hirsuta, Saxifraga spathularis, Saxifraga umbrosa) umfasst, die in den Gebirgen Europas beheimatet sind. Die Sektion gilt aufgrund der morphologischen Merkmale als monophyletisch, was anhand genetischer Untersuchungen nicht sicher bestätigt, aber auch nicht widerlegt wurde. Anders als im Fall der sehr ähnlichen Saxifraga × geum (Saxifraga spathularis Brot. ×  Saxifraga hirsuta L.), die durch genetische Introgression die verbliebenen Wildvorkommen der Elternart Saxifraga hirsuta bedroht, sind vom verwilderten Porzellanblümchen keine ökologischen Schäden oder Risiken bekannt.